# Gahoe-dong

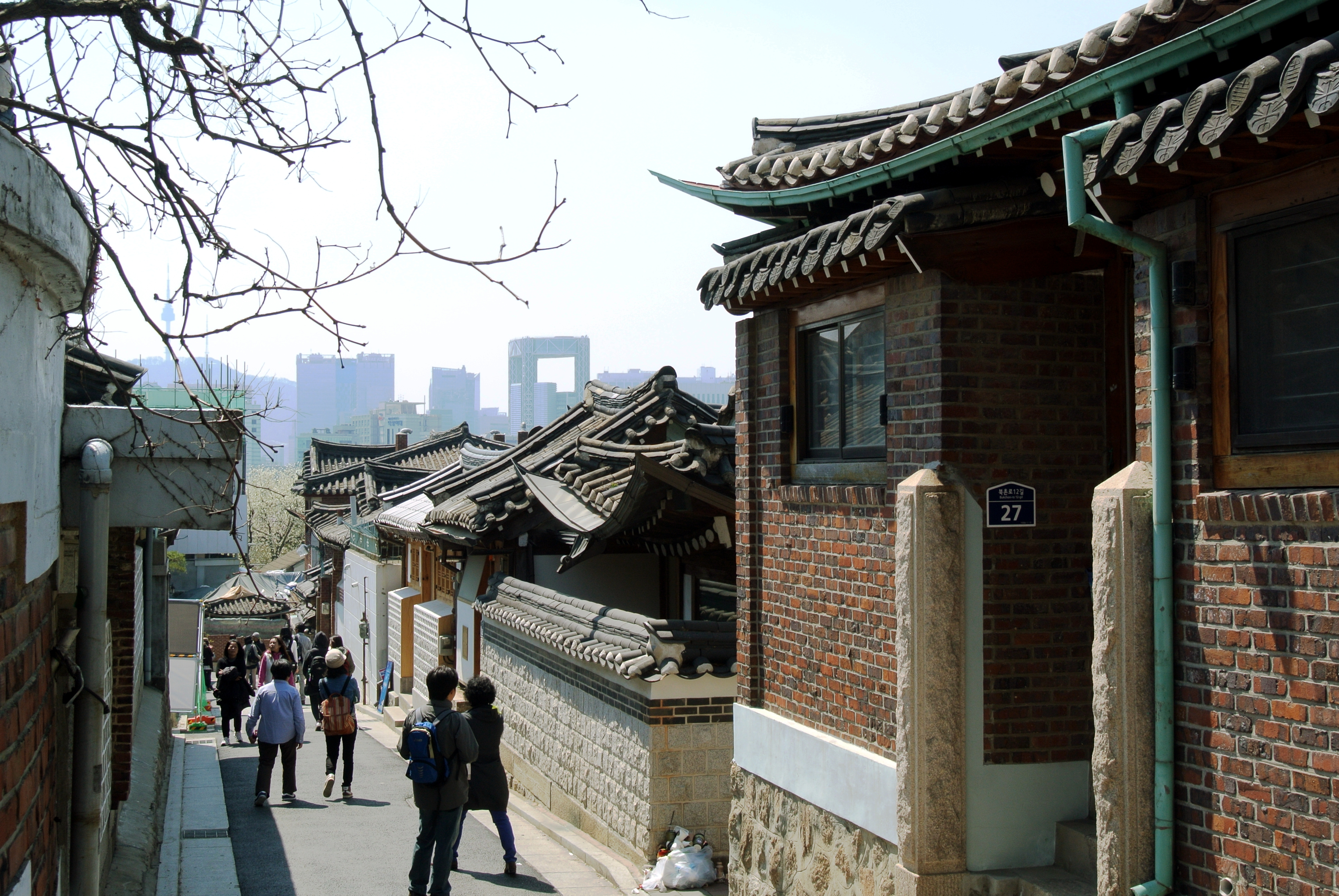
Làng Bukchon Hanok ở Gahoe-dong và cảnh phía Nam: Jae-dong, Gye-dong và Tháp Namsan ở phía sau

Gahoe-dong là một dong, phường của Jongno-gu ở Seoul, Hàn Quốc.
Khu vực này từng là khu vực dành riêng cho quý tộc, học giả, và nhà của các quan chức chính phủ do đó được bảo trì rất tốt. Nhiều hanok, nhà truyền thống Hàn Quốc, được tu sửa thành quán cà phê, nhà hàng và quán trà.

## Liên kết
- Trang chính thức Jongno-gu bằng tiếng Anh
- (tiếng Hàn) Biểu tượng của Jongno-gu bởi dong hành chính Lưu trữ ngày 23 tháng 2 năm 2004 tại archive.today
- (tiếng Hàn) Văn phòng dân cư Gahoe-dong Lưu trữ ngày 10 tháng 1 năm 2006 tại Wayback Machine
- (tiếng Hàn) Nguồn gốc tên của Gahoe-dong[liên kết hỏng]